# Hem
Hem je prostetička grupa koja se sastoji od atoma gvožđa smeštenog u centru velikog heterocikličnog organskog prstena porfirina. Mada postoje porfirini bez gvožđa, najveći deo porfirin-sadržavajućih metaloproteina ima hem kao prostetičku grupu. Oni su poznati kao hemoproteini. Hemi su najpoznatiji po prisustvu u hemoglobinu, crvenom pigmentu u krvi, ali se nalaze i u mnogim drugim hemoproteinima.

## Funkcija
Hemoproteini imaju raznovrsne biološke funkcije među kojima je transport diatomskih gasova, hemijska kataliza, diatomska gasna detekcija, i elektronski transfer. Gvožđe hema služi kao izvor ili potrošač elektrona tokom transfera elektrona ili redoks hemije. U peroksidaznim reakcijama, molekul porfirina takođe služi kao izvor elektrona. U transportu ili detekciji diatomskih gasova, gas se vezuje za gvožđe hema. Tokom detekcije diatomskih gasova, vezivanje gasovitog liganda za gvožđe hema indukuje konformacione promene okružujućeg proteina. 
Smatra se da je originalna evoluciona uloga hemoproteina bila elektronski transfer u primitivnim, na sumporu baziranim fotosintetičkim putevima u drevnim cijanobakterijama pre pojave molekularnog kiseonika.
Hemoproteini ostvaruju svoju izvanrednu funkcionalnu raznovrsnost putem modifikovanja okruženja hemovog makrociklusa unutar proteinskog matriksa. Na primer, sposobnost hemoglobina da efektivno isporuči kiseonik tkivima je posledica specifičnih aminokiselinskih ostataka lociranih u blizini hema. Hemoglobin vezuje kiseonik u pulmonarnoj vaskulaturi, gde je pH visok i pCO2 nizak, i otpušta ga u tkivima, gde je situacija obrnuta. Taj fenomen je poznat kao Borov efekat. Molekularni mehanizam na kome se ovaj efekat zasniva je sterična organizacija globinskog lanca; histidinski ostaci, locirani pored hema, postaju pozitivno naelektrisani pod kiselim (niskim pH) uslovima (što je uzrokovano rastvorenim CO2 u mišićima pri radu, etc.), što dovodi do otpuštanja kiseonika sa hem grupe.

## Tipovi

### Glavni hem molekuli
Postoji nekoliko biološki važnih vrsta hema: 
|                          |      | Hem a   | Hem b           | Hem c           | Hem o   |
| broj                     | broj | 7888115 | 444098          | 444125          | 6323367 |
| Hemijska formula         |      |         |                 |                 |         |
| Funkcionalna grupa na 3  |      | 2       | -2              | -(cistein--il)3 | -2      |
| Funkcionalna grupa na 8  | -2   | -2      | -(cistein--il)3 | -2              |         |
| Funkcionalna grupa na 18 | -    | -3      | -3              | -3              |         |

Najrasprostranjeniji tip je hem B; drugi važni tipovi su hem A i hem C. Izolovani molekuli hema se obično obeležavaju velikim slovima, dok se hemovi vezani za protin označavaju malim slovima. Citohrom a je hem A u specifičnoj kombinaciji sa membranskim proteinom koji formira deo citohrom c oksidaze.

## Sinteza
Enzimski proces kojim se formira hem se zove sinteza porfirina jer su svi intermedijari tetrapiroli koji su hemijski klasifikovani kao porfirini. Ovaj proces je visoko konzerviran kod mnogih vrsta živih bića. Kod ljudi, taj put se skoro ekskluzivno koristi za formiranje hema. Kod drugih vrsta, njime se takođe proizvode slične supstance, kao što je kobalamin (vitamin B12).
Put se inicira sintezom D-aminolevulinske kiseline (dALA ili δALA) iz aminokiseline glicina i sukcinil-CoA iz Krebsovog ciklusa. Enzim odgovoran za ovu reakciju, ALA sintaza, ograničava brzinu sinteze hema. On je strogo regulisan nivoima intracelularnog gvožđa i koncentracijom hema. Nizak nivo gvožđa dovodi do umanjenja sinteze porfirina, što sprečava akumulaciju toksičnih intermedijara. Ovaj mehanizam ima terapeutski značaj: infuzija hem arginata ili hematina može da spreči napad porfirija kod pacijenata sa urođenom greškom metabolizma tog procesa, putem redukcije transkripcije ALA sintaze.
Sinteza hema je uglavnom odvija u jetri i kičmenoj moždini, mada je svakoj ćeliji potreban hem za normalno funkcionisanje. Hem se smatra intermedijarom u katabolizmu hemoglobina u procesu bilirubinskog metabolizma.

## Degradacija
Degradacija počinje unutar makrofaga slezine, koji uklanjaju stare i oštećene eritrocite iz cirkulacija. U prvom koraku, hem se konvertuje u biliverdin enzimom hem oksigenaza (HOXG).  se koristi kao redukcini agens. Molekulski kiseonik je supstrat iz koga se formira ugljen-monoksid (CO), a gvožđe se otpušta iz molekula kao feri jon (Fe3+).
Biliverdin se zatim konvertuje u bilirubin posredstvom biliverdin reduktaze (BVR). Bilirubin vezan za protein (serumski albumin) se transportuje u jetru, gde se vezuje sa glukuronskom kiselinom, što povećava njegovu rastvorljivost u vodi. Ta reakcija je katalizovana enzimom UDP-glukuronid transferaza (UDPGUTF). Ovaj oblik bilirubina se izlučuje iz jetre u žuč. Intestinalne bakterije odvajaju glukuronsku kiselinu i konvertuju bilirubin do urobilinogena. Deo urobilinogena apsorbuju intestinalne ćelije i on se transportuje u bubrege i izlučuje pute urina. Ostatak ide u digestivni trakt i konvertuje se u sterkobilinogen. On se oksiduje do sterkobilina, koji se izlučuje, i koji daju boju izmetu.
Degradacija hema je evoluciono konzerviran respons na oksidativni stres. Kad su ćelije izložene slobodnim radikalima, dolazi do brze indukcije izražavanja izoenzima oksigenaza-1 (Hmox1) koji katabolizuje hem. Razlog za eksponencijalno povećanje ćelijske sposobnosti da degradira hem u odgovoru na oksidativni stres nije jasan. Smatra se da je to deo citoprotektivnog odgovora kojim se izbegavaju štetni efekti slobodnog hema.